# Edwin Barclay

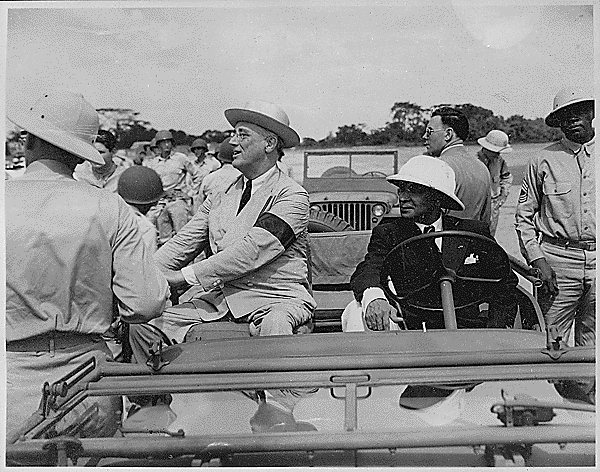
Barclay (bakom ratten) med USA:s president Franklin D. Roosevelt 1943

Edwin J. Barclay, född 1882, död 1955,  var Liberias president 3 december 1930-3 januari 1944. Han var brorson till tidigare presidenten Arthur Barclay. Hans far, Ernest Barclay, var också politiker. Innan han blev president hade han varit utrikesminister. Han blev president när tidigare presidenten Charles King, och dennes vicepresident, avgått. Under Barclays presidentskap samarbetade Liberia med USA under andra världskriget. Edwin Barclay blev den första svarta statschef att tas emot som hedersgäst i Vita huset 1944.